# Pokryváč
Pokryváč (ungarisch Pokrivács) ist eine Gemeinde in der Nord-Mitte der Slowakei mit 185 Einwohnern (Stand 31. Dezember 2024), die im Okres Dolný Kubín innerhalb des Žilinský kraj und zugleich in der traditionellen Landschaft Orava liegt.

## Geographie
Die Gemeinde befindet sich im südöstlichen Teil des Berglands Oravská vrchovina im Quellbereich des Baches Pucovský potok. Das Ortszentrum liegt auf einer Höhe von 640 m n.m. und ist 12 Kilometer von Dolný Kubín entfernt.
Nachbargemeinden sind Pucov im Norden, Malatiná im Osten, Osádka im Süden und Dolný Kubín (Stadtteil Srňacie) im Westen.

## Geschichte
Der Ort entstand im späten 16. Jahrhundert und wurde nach walachischem Recht gegründet. In den ersten Jahren trug er verschiedene Namen: so hieß er 1593 Rastoczna, 1596 Nova Osada, bevor er 1598 den Namen Pokrywacz erhielt. Pokryváč gehörte zum Herrschaftsgebiet der Arwaburg und wurde von Erbrichtern verwaltet. In der Zeit der Kuruzzenkriege wurde die Ortschaft verwüstet und erholte sich nur langsam. 1828 zählte man 51 Häuser und 302 Einwohner, die als Leineweber und Holzhandwerker beschäftigt waren, dazu gab es ausgeweiteten Schafbetrieb.
Bis 1918 gehörte der im Komitat Arwa liegende Ort zum Königreich Ungarn und kam danach zur Tschechoslowakei beziehungsweise heute Slowakei. 1933 fiel fast das ganze Dorf (43 Häuser) einer Feuersbrunst zum Opfer.

## Bevölkerung
| Jahr                | 1994 | 2004    | 2014    | 2024    |
| ------------------- | ---- | ------- | ------- | ------- |
| Anzahl der Personen | 176  | 187     | 174     | 185     |
| Unterschied         |      | +6,25 % | −6,95 % | +6,32 % |

| Jahr                | 2023 | 2024    |
| ------------------- | ---- | ------- |
| Anzahl der Personen | 183  | 185     |
| Unterschied         |      | +1,09 % |

Gemäß der Volkszählung 2011 wohnten in Pokryváč 178 Einwohner, alle davon Slowaken.
130 Einwohner bekannten sich zur Evangelischen Kirche A. B., 46 Einwohner zur römisch-katholischen Kirche und zwei Einwohner waren konfessionslos.